# Roggenhouse
Roggenhouse (en alsacià Roggehüse) és un municipi francès, situat a la regió del Gran Est, al departament de l'Alt Rin. L'any 2005 tenia 453 habitants.

## Demografia
| 1962 | 1968 | 1975 | 1982 | 1990 | 1999 |
| ---- | ---- | ---- | ---- | ---- | ---- |
| 186  | 205  | 231  | 317  | 377  | 396  |

## Administració
| Període   | Identitat      | Partit |
| --------- | -------------- | ------ |
| 1971-1983 | Alfred Furling |        |
| 1995-2001 | Robert Bapst   |        |
| 2001-     | Henri Masson   |        |